# Gliese 849
Gliese 849 is een rode dwerg met een spectraalklasse van M3.5V. De ster bevindt zich 28,75 lichtjaar van de zon. Het stelsel bevat drie planeten.